# Cyber Tracker - I replicanti
Cyber Tracker - I replicanti (Cyber Tracker) è un film statunitense del 1994 diretto da Richard Pepin. Il film ha avuto un seguito dal titolo Cyber Tracker 2 del 1995, sempre diretto da Pepin.

## Trama
L'agente segreto Eric Phillips che lavora come guardia di sicurezza del senatore Henry Dilly, che è sostenitore di un nuovo tipo di agente di polizia: il Tracker, un androide perfetto e quasi invulnerabile.